# ラースロー2世 (ハンガリー王)
ラースロー2世（ハンガリー語: II. László、クロアチア語: Ladislav II、スロバキア語: Ladislav II、1131年 - 1163年1月14日）は、ハンガリー王国アールパード朝、およびクロアチアの対立王（在位：1162年 - 1163年）。
6歳の時にラースローは父のベーラ2世からボスニア公の爵位を与えられたが、実際にラースローがボスニアを統治することはなかった。1160年頃にラースローは弟のイシュトヴァーンに続いてコンスタンティノープルに亡命するが、兄のゲーザ2世が没すると二人はハンガリーに帰国した。彼らの帰国にあたってはビザンツ（東ローマ）皇帝マヌエル1世コムネノスの援助があり、マヌエル1世はラースローたちをハンガリーへの支配力を拡大する手段として利用した。当初マヌエル1世はラースローの弟イシュトヴァーンの王位の簒奪の支援を計画していたが、ハンガリーの貴族はラースローの方を選び、ゲーザ2世の跡を継いでハンガリー王に即位したラースローの甥イシュトヴァーン3世の対立王として擁立した。
イシュトヴァーン3世の忠実な支持者であるエステルゴム大司教ルカーチはラースローへの戴冠を拒否し、彼を破門した。1162年7月にラースローはカロチャ大司教ミコーから戴冠されるが、戴冠式から6か月以内に没する。

## 生涯

### ボスニア公時代

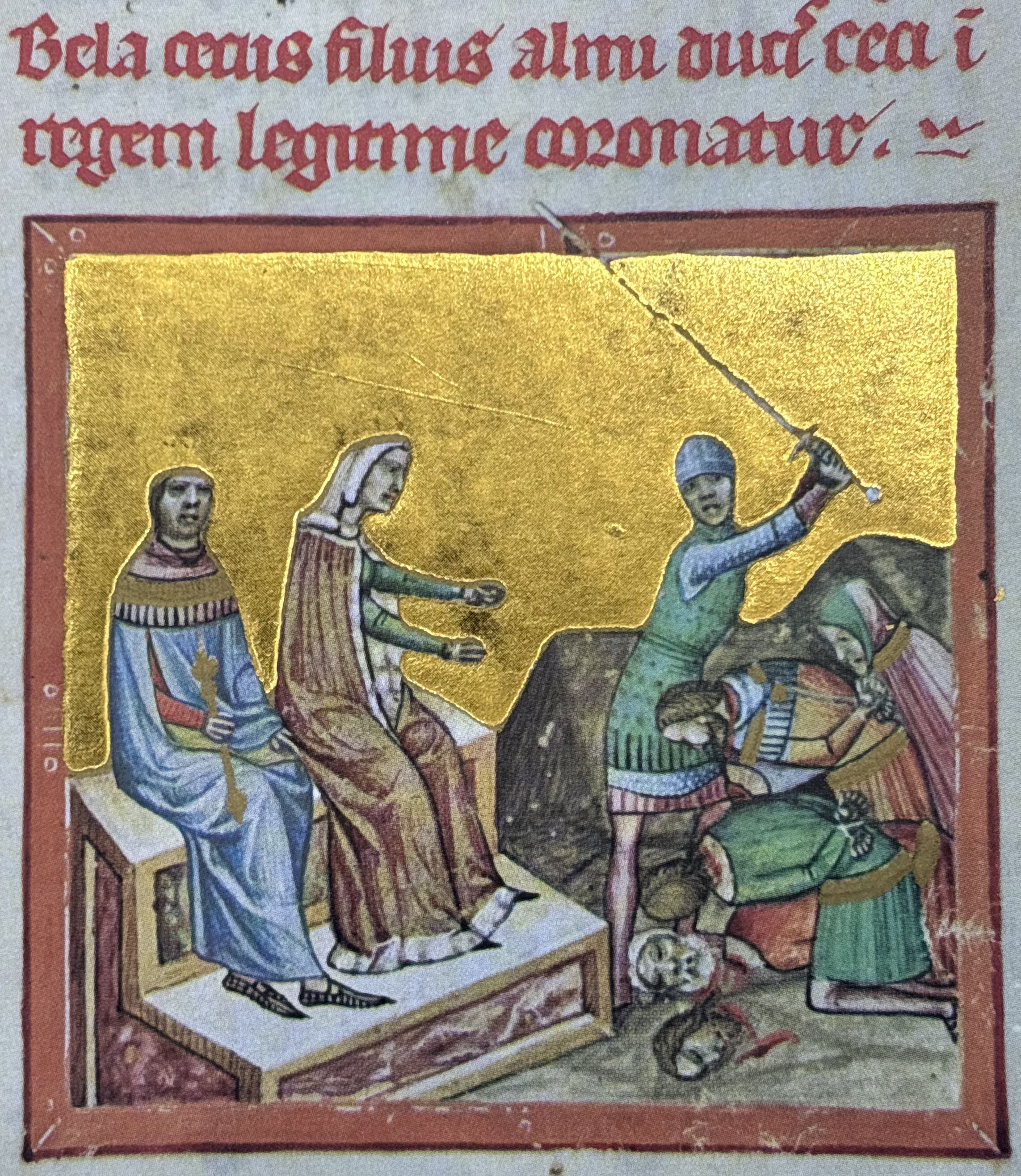
1131年にアラドで行われた貴族たちへの報復（彩飾年代記より）

1131年にラースローはベーラ盲目王と妻のヘレナの次男として生まれる。ラースローが誕生してから数か月後、ヘレナは彼とラースローの兄ゲーザを連れてアラドに行き、ベーラの失明に関与した疑いのある貴族たちの殺害を命令した。
1136年にベーラ2世の軍隊はボスニアに侵入し、ボスニアでの軍事行動を記念してネレトヴァ川の支流である小川にちなんだ「ラマの王」の称号を使用した。翌1137年にベーラ2世はエステルゴムで行われた貴族、聖職者の集会でラースローをボスニアの公に任命した。しかし、ラースローが私的にボスニアを統治することはなく、実際の領地の統治は任命・選出された公認のバン（総督）によって監督されていた。
1141年2月13日にベーラ2世は没し、ラースローの兄であるゲーザがハンガリー王位を継承する。『彩飾年代記』では、ゲーザが「弟たちに公領の収入を与えた」ことが記されているが、ラースローとイシュトヴァーンが収入を与えられた時期は明らかにされていない。歴史学者のFerenc MakkとGyula Kristóは、ゲーザが自分の息子であるイシュトヴァーンを後継者に指名した1152年頃に起きた出来事だと主張している。1156年/57年にラースローの弟イシュトヴァーンはゲーザに対する陰謀を企てるが、失敗に終わる。イシュトヴァーンは最初神聖ローマ帝国に保護を求めたが、その後ビザンツ帝国に亡命した。ラースローもイシュトヴァーンに続き、1160年頃にコンスタンティノープルに亡命する。

### 亡命生活
ラースローがコンスタンティノープルに出奔した原因について、同時代の史料に記された内容は一致していない。ビザンツの歴史家ヨハネス・キンナモスは、イシュトヴァーンとラースローはゲーザと口論をした後、彼から「非常に憎まれるようになった」ために亡命したと記している。一方、ニケタス・コニアテスは、ゲーザはラースローを愛しているというよりもむしろ嫌悪しており、またラースローはイシュトヴァーンの計画を恐れていたものの、それ以上に先に亡命したイシュトヴァーンがビザンツから厚遇を受けていることに魅力を感じたためだと述べている。
1162年5月31日にゲーザ2世は没し、15歳の王子イシュトヴァーン3世が王位を継いだ。ハンガリー国王の地位を重要視するビザンツ皇帝マヌエル1世はラースロー兄弟のためにハンガリーの王位継承に介入することを決定しキンナモスはマヌエル1世が「ハンガリーの法律では王冠は常に生存している（前国王の）兄弟に渡る」と述べたことを記した。最初マヌエルは兄弟のうち年少のイシュトヴァーンの王位請求の支援を計画していた。マヌエル1世の使者によって買収されたハンガリーの貴族の多くはイシュトヴァーン3世を進んで退位させようとしたが、マヌエル1世の傀儡とも思えるイシュトヴァーンの代わりにラースローを対立王に選出した。イシュトヴァーン3世の戴冠式から6週間後、イシュトヴァーン3世の支持者はカプヴァールの戦闘で大敗し、イシュトヴァーン3世はハンガリーから脱出してオーストリアに保護を求めなければならなくなる。

### 治世
1162年6月にラースローはハンガリー国王として戴冠される。戴冠式はカロチャ大司教ミコーによって執り行われ、イシュトヴァーン3世に忠誠を誓うエステルゴム大司教ルカーチはラースローを簒奪者と見なしていた。ルカーチはラースローを破門するが、ラースローはルカーチへの報復として彼を逮捕、投獄する。
『彩飾年代記』ではラースローの在位期間について「半年の間王位を奪った」と表現されている。ミューゲルンのハインリヒの年代記にはラースローがハンガリー王国の3分の1と公の称号を弟のイシュトヴァーンに与えていたことが記され、さらにキンナモスの記録では「ハンガリー人の間で王権の継承者を意味する」urumの称号がイシュトヴァーンに与えられたという。ラースローは敵対者との和解を試み、ローマ教皇アレクサンデル3世の求めに応じてクリスマスの日に大司教ルカーチを釈放する。しかし、ルカーチはラースローに屈服せず、オーストリアから帰国してプレスブルク（現在のスロバキアのブラチスラヴァ）を占領したイシュトヴァーン3世を支持する姿勢を崩さなかった。ラースローはプレスブルクのイシュトヴァーン3世を攻撃せず、再びルカーチを投獄した。
1163年1月14日にラースローは没し、遺体はセーケシュフェヘールヴァールのバシリカに埋葬された。

## 家族
1160年頃にコンスタンティノープルに到着したとき、ラースローはすでに妻に先立たれていたと考えられているが、妻の名前と出自については明らかになっていない。コニアテスにはコンスタンティノープルのラースローが「高貴な血が流れる女性と結婚したと思われる」と記しているが、「母国に帰ることを忘れず、妻の魅力によって国内の政治を破滅させることがないよう、結婚を控えていた」と続けている 。
ラースローの娘はヴェネツィア共和国のドージェ・ヴィターレ・ミキエル2世の息子ニコラス・ミキエルと結婚した。

### 主要文献
- Deeds of John and Manuel Comnenus by John Kinnamos (Translated by Charles M. Brand) (1976). Columbia University Press. ISBN 0-231-04080-6.
- O City of Byzantium, Annals of Niketas Choniatēs (Translated by Harry J. Magoulias) (1984). Wayne State University Press. ISBN 978-0-8143-1764-8.
- The Hungarian Illuminated Chronicle: Chronica de Gestis Hungarorum (Edited by Dezső Dercsényi) (1970). Corvina, Taplinger Publishing. ISBN 0-8008-4015-1.

### 副次文献
- Bartl, Július; Čičaj, Viliam; Kohútova, Mária; Letz, Róbert; Segeš, Vladimír; Škvarna, Dušan (2002). Slovak History: Chronology & Lexicon. Bolchazy-Carducci Publishers, Slovenské Pedegogické Nakladatel'stvo. ISBN 0-86516-444-4
- Curta, Florin (2006). Southeastern Europe in the Middle Ages, 500–1250. Cambridge University Press. ISBN 978-0-521-89452-4
- Engel, Pál (2001). The Realm of St Stephen: A History of Medieval Hungary, 895–1526. I.B. Tauris Publishers. ISBN 1-86064-061-3
- Kristó, Gyula; Makk, Ferenc (1996) (ハンガリー語). Az Árpád-ház uralkodói [Rulers of the House of Árpád]. I.P.C. Könyvek. ISBN 963-7930-97-3
- Makk, Ferenc (1989). The Árpáds and the Comneni: Political Relations between Hungary and Byzantium in the 12th century (Translated by György Novák). Akadémiai Kiadó. ISBN 963-05-5268-X
- Makk, Ferenc (1994). “II. László”. In Kristó, Gyula; Engel, Pál; Makk, Ferenc (ハンガリー語). Korai magyar történeti lexikon (9–14. század) [Encyclopedia of the Early Hungarian History (9th–14th centuries)]. Akadémiai Kiadó. p. 396. ISBN 963-05-6722-9
- Stephenson, Paul (2000). Byzantium's Balkan Frontier: A Political Study of the Northern Balkans, 900–1204. Cambridge University Press. ISBN 978-0-521-02756-4